# جاكي فيلاسكيز
جاكي فيلاسكيز (بالإنجليزية: Jaci Velásquez)‏ هي موسيقية ومغنية وممثلة أمريكية، ولدت في 15 أكتوبر 1979 بهيوستن في الولايات المتحدة.

## وصلات خارجية
- جاكي فيلاسكيز على موقع IMDb (الإنجليزية)
- جاكي فيلاسكيز على موقع ألو سيني (الفرنسية)
- جاكي فيلاسكيز على موقع ميوزك برينز (الإنجليزية)
- جاكي فيلاسكيز على موقع أول موفي (الإنجليزية)
- جاكي فيلاسكيز على موقع أول ميوزيك (الإنجليزية)
- جاكي فيلاسكيز على موقع ديسكوغز (الإنجليزية)
- جاكي فيلاسكيز على موقع قاعدة بيانات الفيلم (الإنجليزية)
- جاكي فيلاسكيز على موقع كينوبويسك (الروسية)